# Monomorium occidentale
Monomorium occidentale är en myrart som beskrevs av Bernard 1953. Monomorium occidentale ingår i släktet Monomorium och familjen myror. Inga underarter finns listade i Catalogue of Life.